# Bataille de Bayou Bourbeux
Guerre de Sécession
Batailles
Seconde campagne de Bayou Teche
- LaFourche Crossing
- Brashear City
- 2e Donaldsonville
- Kock's Plantation
- Stirling's Plantation
- Bayou Bourbeux

La bataille de Bayou Bourbeux. également connue sous le nom de bataille de Grand Coteau, bataille de Boggy Creek ou bataille de Carrion Crow Bayou (Carencro est le mot français cajun pour buse), a eu lieu dans le sud-ouest de la Louisiane, dans l'actuel Carencro Bayou, à l'ouest de la ville de Grand Coteau.
L'engagement de la guerre de Sécession était entre les forces du brigadier général confédéré Thomas Green et du brigadier général de l'Union Stephen G. Burbridge.

## Bataille
Sur ordre du major général Richard Taylor, Thomas Green lance le 2 novembre 1863 l'attaque du camp de l'Union après avoir reçu trois régiments d'infanterie. Ces régiments sont dirigés par le colonel Oran M. Roberts.
Le lieutenant William Marland de la 2e batterie du Massachusetts a remporté la médaille d'honneur du Congrès pour ses actions au cours de cette bataille.
Les forces de l'Union on subi 26 morts, 124 blessés et 566 capturés ou disparus. Les forces confédérés ont admis avoir subi 22 tués et 103 blessés.